# Cyphocharax helleri
Cyphocharax helleri är en fiskart som först beskrevs av Steindachner, 1910.  Cyphocharax helleri ingår i släktet Cyphocharax och familjen Curimatidae. Inga underarter finns listade i Catalogue of Life.